# Jüdischer Friedhof (Höchst an der Nidder)
Der Jüdische Friedhof in Höchst an der Nidder, in der Gemeinde Altenstadt im hessischen Wetteraukreis, liegt in der Nähe des örtlichen Friedhofs in der Straße Gäßchen.
Im Ort soll sich ein alter jüdischer Friedhof befunden haben, auf dem die letzte Beisetzung 1770 stattfand. Der neue jüdische Friedhof, an der gleichen Stelle des alten jüdischen Friedhofs, wurde um 1820 angelegt und sollte wegen Bauvorhaben 1920 eingeebnet werden. Es bestehen 34 Grabsteine mit inzwischen verwitterten Inschriften. Im Flurplan besteht der Friedhof aus einer längsorientierten Parzelle mit einer Fläche von 4,16 ar.
Er ist im Denkmalverzeichnis vom Landesamt für Denkmalpflege Hessen als Kulturdenkmal aus geschichtlichen Gründen ausgewiesen.